# Prinia à ventre jaune
Prinia flaviventris
Espèce
Statut de conservation UICN

 LC  : Préoccupation mineure
Le Prinia à ventre jaune (Prinia flaviventris) est une espèce de passereaux de la famille des Cisticolidae.

## Description
Ce Prinia a une taille allant de 12 à 15 cm  et un poids situé entre 6 et 10 g. Sa queue est longue et graduée.
Il se nourrit surtout d'insectes et de leurs larves.

## Répartition
Il réside au Pakistan, dans le sud de l'Himalaya, au nord-est du sous-continent indien et en Asie du Sud-Est.